# Саграмола, Крис
Крис Саграмола (люкс. Chris Sagramola; 25 февраля 1988, Эш-сюр-Альзетт, Люксембург) — люксембургский футболист, нападающий. Имеет итальянское гражданство.
Работает продавцом-консультантом в представительстве Mercedes-Benz в Люксембурге.

## Карьера
Воспитанник футбольного клуба «Женесс», с 2004 по 2009 год выступал за основную команду. В 2007 году по приглашению Джеффа Сайбене вместе с Беном Паялем был на просмотре в швейцарском «Туне». С 2009 по 2010 год на правах аренды выступал за команду «Кэрьенг».
Летом 2010 года уходит из «Женесса» в клуб «Петанж», в 2012 году — в клуб «РМ Хамм Бенфика», летом 2013 года подписывает контракт с клубом Второй лиги «Унион 05».
В 2005—2008 годах вызывался в сборную, где дебютировал в матче против сборной Португалии, затем участвовал в отборочном турнире Евро-2008. Забил два гола: в ворота сборной Гамбии в товарищеском матче и в ворота сборной Беларуси в отборочном турнире.